# روتسون كيلامبي
روتسون كيلامبي (بالإنجليزية: Rotson Kilambe)‏ ، من مواليد 6 أغسطس 1978 في كيتوي في زامبيا ، لاعب كرة قدم زامبيا.
و قد لعب مع منتخب زامبيا لكرة القدم.

## روابط خارجية
- روتسون كيلامبي على موقع قاعدة بيانات كرة القدم.إي يو (الإنجليزية)
- روتسون كيلامبي على موقع ناشيونال فوتبول تيمز (الإنجليزية)
- روتسون كيلامبي على موقع عالم كرة القدم.نت (الإنجليزية)
- روتسون كيلامبي على موقع كووورة